# Clot de Mateu
El Clot de Mateu és un clot del terme municipal de Conca de Dalt, a l'antic terme de Toralla i Serradell, al Pallars Jussà, en territori del poble de Toralla.
Està situat al sud-est de Toralla, a prop i al sud-oest de Mascarell. Queda a la dreta de la llau de Mascarell i a l'esquerra del barranc de Mascarell, a ponent de la Rourera de Mascarell i a llevant de Rengueret.